# 불가사리아문
불가사리아문(- 亞門, 학명 : Echinodermata)은 극피동물문의 한 아문이다. 이 분류에 속하는 동물들은 보통 오방사대칭인 별모양의 극피동물이며, 성체는 고착하지 않는다. 모래 속, 모래나 바위 또는 다른 동물에 부착하는 것 등이 있다. 입은 아래쪽에 있고 항문은 위쪽에 있거나 없다. 모두 디프레우루라유생을 내고 성체가 된다. 세계적으로 3600종 정도가 알려져 있다. 불가사리아문에는 불가사리강뿐이다.